# Fernando Picún
Fernando Alvaro Picún de León (Piriápolis, 14 februari 1972) is een voormalig profvoetballer uit Uruguay die als verdediger speelde.

## Clubloopbaan
Picún begon bij CA River Plate Montevideo en speelde ook bij CA Peñarol. Hij keerde terug bij CA River Plate waar hij z'n doorbraak kende. In januari 1997 was hij samen met Tati Montoya op proef bij Feyenoord wat op trainingskamp was in Mar del Plata in Argentinië. Beiden werden op voorspraak van Arie Haan gecontracteerd en Picún ondertekende een contract voor vijfenhalf jaar bij Feyenoord. Zijn verblijf in Rotterdam was een wisselend succes. Tot januari 1999 speelde hij 36 wedstrijden waarin hij driemaal scoorde. Hierna speelde hij tot en met juli 1999 op huurbasis voor Defensor Sporting Club in Uruguay. Terug bij Feyenoord maakte Picún geen deel meer uit van de selectie van het eerste team en in oktober werd hij verkocht aan het Japanse Urawa Red Diamonds. Daar speelde hij in het seizoen 2000 onder trainer Aad de Mos maar nadat de club degradeerde keerde hij aan het einde van dat jaar terug naar Uruguay. Picún ging in 2001 voor Danubio FC spelen waar zijn loopbaan op 30 maart abrupt ten einde kwam na een beenbreuk. Hij kreeg bij de operatie hiervoor een zeldzame en levensbedreigende complicatie waarna hij nog tien keer geopereerd moest worden en ook overwogen werd zijn been te amputeren. Uiteindelijk werd een spier verwijderd waarna hij niet meer kon voetballen. Na zijn spelersloopbaan vestigde Picún zich in Montevideo en ging in zaken.

## Interlandloopbaan
Hij speelde in totaal negen interlands voor Uruguay en was onder meer bij de Copa América 1999 in Paraguay waar Uruguay de finale van Brazilië verloor. Picún maakte zijn debuut voor de nationale ploeg op 17 juli 1996 in de vriendschappelijke uitwedstrijd tegen China (1-1).